# Torneio de Candidatos de 2022
O Torneio de Candidatos de 2022 foi uma competição de xadrez disputada por oito jogadores para decidir o desafiante para o Campeonato Mundial de Xadrez de 2023. O torneio ocorreu no Palácio de Santoña, em Madri, Espanha, de 16 de junho a 5 de julho de 2022, com o Campeonato Mundial previsto para ocorrer no início de 2023. Como todos os Torneios de Candidatos desde 2013, foi uma competição de todos contra todos, com turno e returno.
Os oito jogadores classificados foram Ian Nepomniachtchi, Teimour Radjabov, Jan-Krzysztof Duda, Alireza Firouzja, Fabiano Caruana, Hikaru Nakamura, Richárd Rapport e Ding Liren. Sergey Karjakin havia originalmente se classificado, mas foi desclassificado por violar o Código de Ética da Federação Internacional de Xadrez (FIDE) após expressar publicamente seu apoio à invasão da Ucrânia pela Rússia em 2022. A Federação de Xadrez da Rússia recorreu sem sucesso da decisão da FIDE em nome de Karjakin, e sua vaga foi transferida para o jogador mais bem colocado no ranking FIDE de maio de 2022 que ainda não havia se classificado, Ding Liren.
Ian Nepomniachtchi venceu o torneio de forma invicta, com uma rodada de antecedência e a maior pontuação desde a introdução do atual formato da competição. Isto fez dele o quinto jogador a vencer Torneios de Candidatos consecutivos, após Vasily Smyslov, Boris Spassky, Viktor Korchnoi e Anatoly Karpov. Ele se classificou para jogar um match contra Magnus Carlsen pelo Campeonato Mundial de Xadrez. Como Carlsen optou por não defender seu título, Nepomniachtchi enfrentará o vice-campeão do Torneio de Candidatos, Ding Liren, no campeonato mundial.

## Participantes

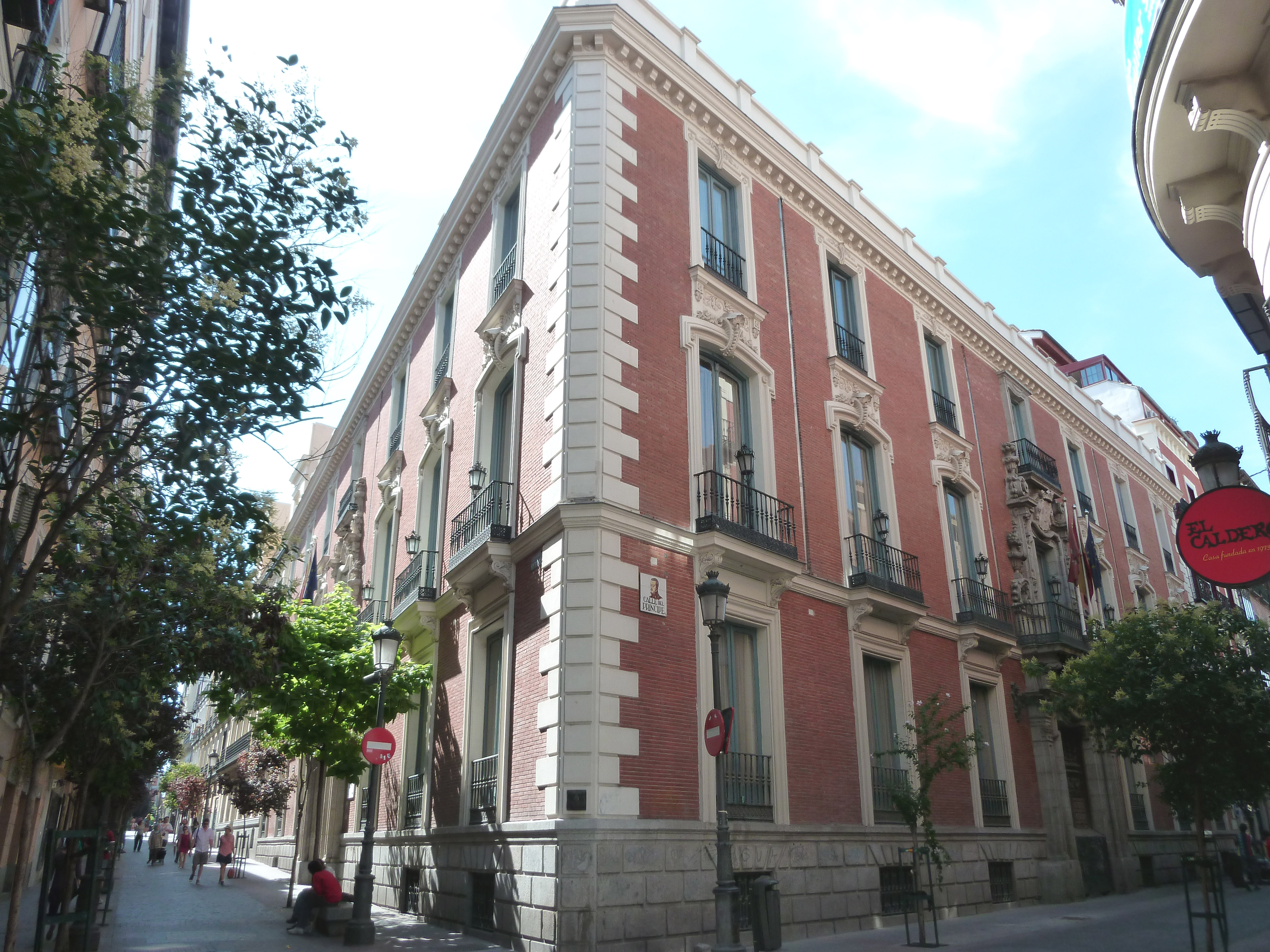
O Palácio de Santoña, em Madri, sediou o torneio.

Os jogadores classificados para o Torneio de Candidatos foram:
| Modo de classificação                                              | Jogador                                          | Idade           | Pontuação       | Posição no ranking |
| Modo de classificação                                              | Jogador                                          | (junho de 2022) | (junho de 2022) | (junho de 2022)    |
| ------------------------------------------------------------------ | ------------------------------------------------ | --------------- | --------------- | ------------------ |
| Vice-campeão do Campeonato Mundial de 2021                         | Ian Nepomniachtchi                               | 31              | 2766            | 7                  |
| Jogador indicado pela FIDE                                         | Teimour Radjabov                                 | 35              | 2753            | 13                 |
| Os dois primeiros colocados na Copa do Mundo de Xadrez de 2021     | Jan-Krzysztof Duda (campeão)                     | 24              | 2750            | 16                 |
| Os dois primeiros colocados na Copa do Mundo de Xadrez de 2021     | Sergey Karjakin (vice-campeão) (desclassificado) | 32              | 2747            | 17                 |
| Os dois primeiros colocados no Torneio Grand Swiss da FIDE de 2021 | Alireza Firouzja (campeão)                       | 19              | 2793            | 3                  |
| Os dois primeiros colocados no Torneio Grand Swiss da FIDE de 2021 | Fabiano Caruana (vice-campeão)                   | 29              | 2783            | 4                  |
| Os dois primeiros colocados no Grand Prix da FIDE de 2022          | Hikaru Nakamura (campeão)                        | 34              | 2760            | 11                 |
| Os dois primeiros colocados no Grand Prix da FIDE de 2022          | Richárd Rapport (vice-campeão)                   | 26              | 2764            | 8                  |
| Pontuação mais alta em maio de 2022                                | Ding Liren (substituto de Karjakin)              | 29              | 2806            | 2                  |

### Classificação de Radjabov

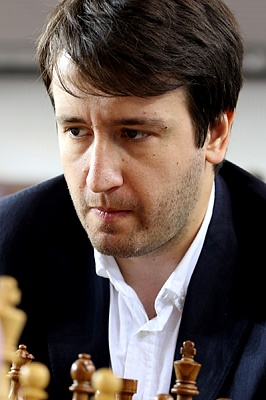
Teimour Radjabov, classificado para o Torneio de Candidatos de 2020, se retirou devido à pandemia de COVID-19 e foi incluído na edição de 2022.

Teimour Radjabov havia se classificado para o Torneio de Candidatos anterior como vencedor da Copa do Mundo de Xadrez de 2019, mas desistiu depois que seu pedido de adiamento do torneio devido à pandemia de COVID-19 foi recusado. Com o adiamento do Torneio de Candidatos de 2020 na metade da competição devido à pandemia até sua retomada em 2021, Radjabov pediu sua reintegração na competição. A FIDE decidiu que era mais apropriado dar a Radjabov uma entrada direta no Torneio de Candidatos de 2022.

### Desclassificação de Karjakin

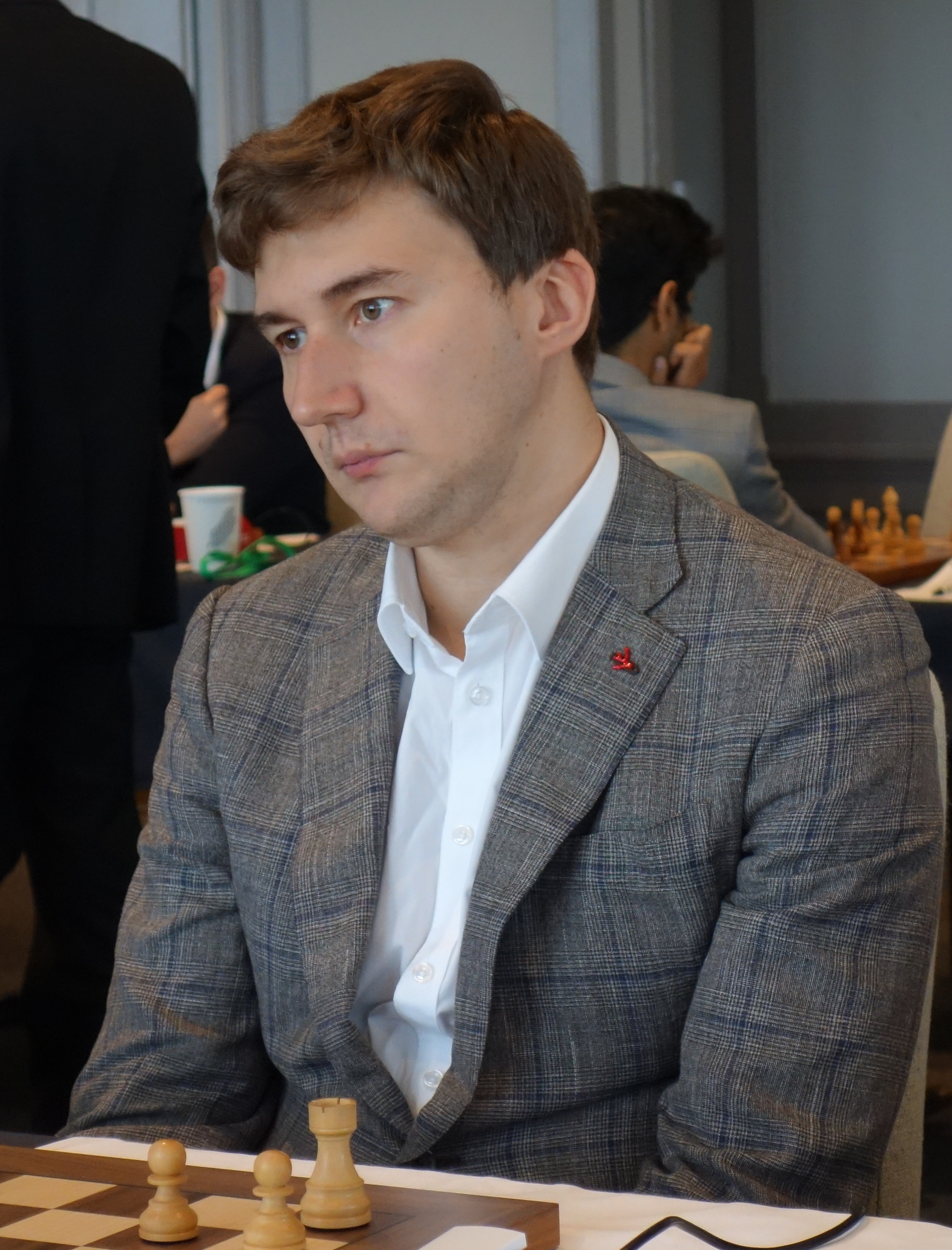
Sergey Karjakin foi desclassificado do Torneio de Candidatos de 2022 após apoiar a invasão da Ucrânia pela Rússia.

Em 21 de março de 2022, a Comissão de Ética e Disciplina da FIDE concluiu que Sergey Karjakin violou o artigo 2.2.10 do Código de Ética da FIDE depois de aprovar publicamente a invasão da Ucrânia pela Rússia em 2022. Como resultado, Karjakin foi proibido de jogar em qualquer torneio oficial relacionado à FIDE por um período de seis meses, impossibilitando sua participação no Torneio de Candidatos de 2022.
Karjakin teve 21 dias para recorrer. Embora ele tenha dito que não via nenhum sentido em recorrer, a Federação de Xadrez da Rússia rapidamente anunciou que estava interpondo um recurso em seu nome. Em 6 de maio, a Câmara de Apelação da Comissão de Ética e Disciplina da FIDE manteve a decisão de negar provimento ao recurso de Karjakin, confirmando sua desclassificação do Torneio de Candidatos. Ele tinha a opção de recorrer ao Tribunal Arbitral do Esporte, mas isso não ocorreu.

### Classificação por pontuação (Ding Liren)

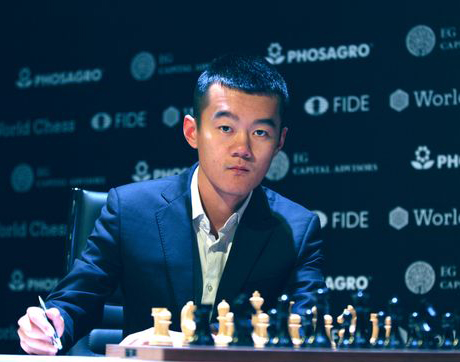
Ding Liren participou de três eventos em menos de dois meses para alcançar o mínimo de trinta partidas ranqueadas em doze meses e se classificar para o Torneio de Candidatos.

Originalmente, nenhum jogador teria se classificado por pontuação. No entanto, as regras afirmam que, se um dos jogadores classificados desistisse, o jogador mais bem colocado na lista de pontuação de maio de 2022 que também tivesse jogado pelo menos trinta partidas valendo pontuação nas listas de classificação de junho de 2021 a maio de 2022 seria convidado como substituto.
Na lista de classificação de abril de 2022, o jogador mais bem colocado (que não era campeão mundial ou já havia se classificado) foi Ding Liren, com uma pontuação de 2799, mas ele havia jogado apenas 4 partidas pontuadas nas listas de pontuação de junho de 2021 a abril de 2022 devido às dificuldades para viajar durante a pandemia de COVID-19. Ele, portanto, precisava jogar pelo menos 26 partidas em março e abril para a lista de classificação de maio de 2022 para ser elegível. A Associação Chinesa de Xadrez organizou três eventos diferentes para Ding jogar, permitindo que ele atendesse ao requisito mínimo de jogos, e ele também subiu para o segundo lugar no ranking de classificação. Depois que o apelo de Karjakin não teve sucesso, Ding Liren foi confirmado no Torneio de Candidatos.

## Organização

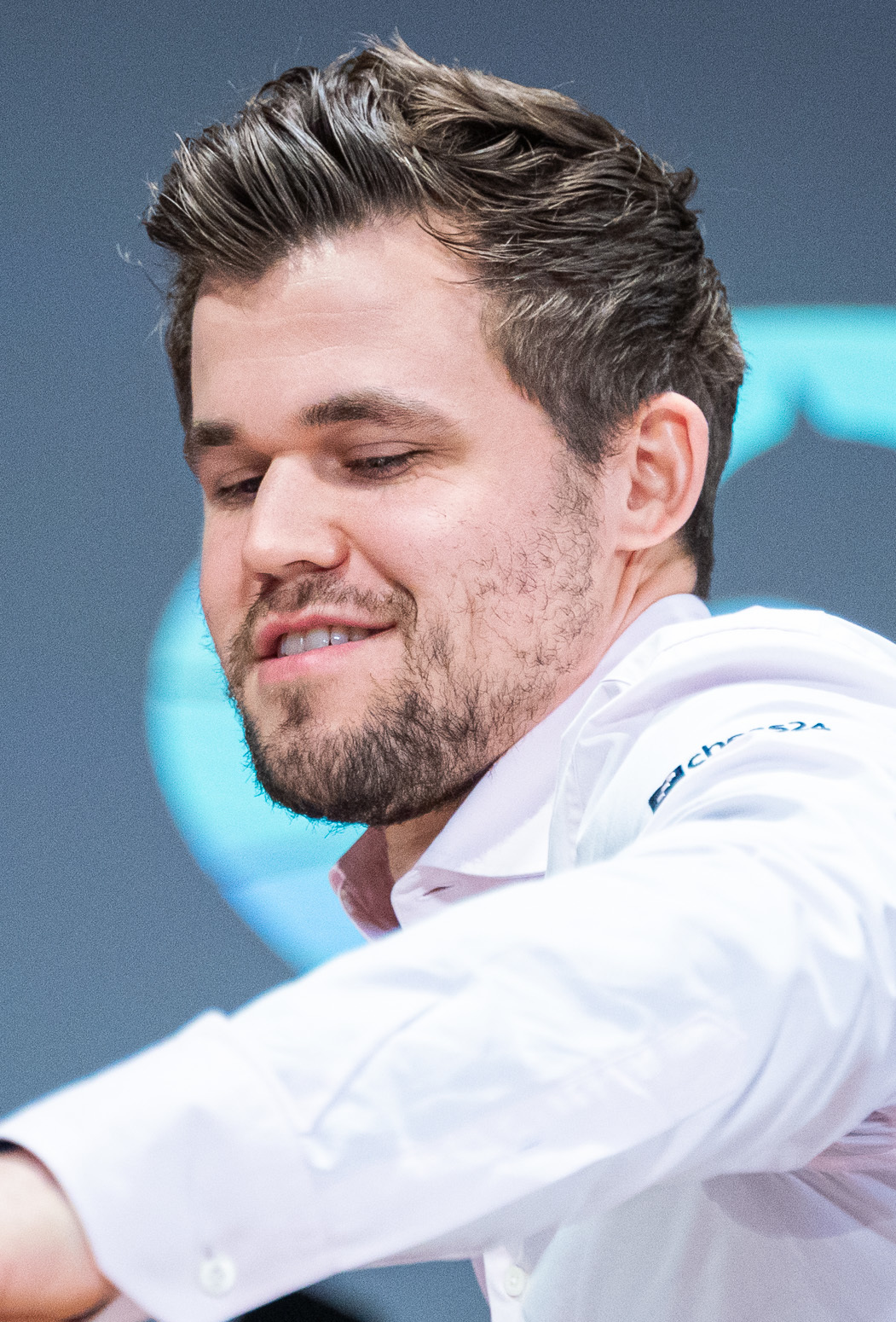
Por vencer o Torneio de Candidatos, Ian Nepomniachtchi se classificou para enfrentar o campeão mundial de xadrez, Magnus Carlsen, para disputar o título. A desistência de Carlsen levou Ding Liren a substituí-lo no Mundial.

O torneio foi uma competição de oito jogadores em formato de todos contra todos, com turno e returno, o que significa que houve 14 rodadas com cada jogador enfrentando os outros duas vezes: uma com as peças pretas e outra com as peças brancas. O vencedor do torneio se classificou para enfrentar Magnus Carlsen no Campeonato Mundial de Xadrez de 2023. Entretanto, Carlsen decidiu não disputar o match pelo Campeonato Mundial, que será disputado pelos dois primeiros colocados no Torneio de Candidatos de 2022.
Jogadores do mesmo país tiveram de jogar entre si nas rodadas iniciais de cada turno para evitar conluio: rodadas 1 e 8, se apenas dois, e nas rodadas 1 a 3 e 8 a 10, caso houvesse três jogadores da mesma federação. Devido a esta regra, Fabiano Caruana e Hikaru Nakamura, dos Estados Unidos, se enfrentaram nas rodadas 1 e 8.

### Regulamentos
O controle de tempo foi de 120 minutos para os primeiros 40 lances, 60 minutos para os próximos 20 movimentos e depois 15 minutos para o resto do jogo, mais um incremento de 30 segundos por lance a partir do lance 61.
Em caso de empate no primeiro lugar, os desempates seguiriam o seguinte formato:
- Os jogadores jogarim duas partidas de xadrez rápido, de 15 minutos mais 10 segundos por lance. No caso de um empate de três a seis jogadores, eles se enfrentarim em turno único. Se sete ou oito jogadores estiveressem empatados, eles se enfrentarim em turno único, com o controle de tempo de 10 minutos mais 5 segundos por lance em cada partida.
- Se quaisquer jogadores ainda estivessem empatados em primeiro após as partidas de xadrez rápido, eles jogarim duas partidas de xadrez blitz com 3 minutos mais 2 segundos por lance. No caso de haver mais de dois jogadores empatados, eles se enfrentarim em turno único.
- Se quaisquer jogadores seguissem empatados em primeiro após os jogos de xadrez blitz, eles jogarim um torneio de blitz eliminatório com o mesmo controle de tempo. Em cada mini-match do torneio eliminatório, o primeiro jogador a ganhar uma partida venceria o mini-match.

Esta foi uma mudança em relação aos torneios candidatos de 2013 a 2021, que usavam desempates baseados nos resultados dos jogadores no torneio (como resultados de confrontos diretos entre jogadores empatados e número de vitórias).
Os empates para outros lugares que não o primeiro foram desfeitos pelos seguintes critérios, em ordem: (1) pontuação Sonnenborn–Berger; (2) número total de vitórias; (3) confronto direto entre os jogadores empatados; (4) sorteio.
O prêmio em dinheiro foi de 48.000 euros para o primeiro lugar, 36.000 euros para o segundo e 24.000 euros para o terceiro lugar (com jogadores com o mesmo número de pontos dividindo o prêmio em dinheiro, independentemente de desempates), mais 7.000 euros por ponto para cada jogador, totalizando 500.000 euros em premiações na competição.

## Resultados

### Classificação
| Posição | Jogador                   | Pontuação | SB    | Vitórias | IN | IN | DL | DL | TR | TR | HN | HN | FC | FC | AF | AF | JKD | JKD | RR | RR |
| ------- | ------------------------- | --------- | ----- | -------- | -- | -- | -- | -- | -- | -- | -- | -- | -- | -- | -- | -- | --- | --- | -- | -- |
| 1       | Ian Nepomniachtchi (FIDE) | 9.5 / 14  | 62    | 5        |    |    | ½  | 1  | ½  | ½  | ½  | ½  | ½  | ½  | 1  | 1  | 1   | ½   | ½  | 1  |
| 2       | Ding Liren (CHN)          | 8 / 14    | 52    | 4        | 0  | ½  |    |    | 0  | ½  | 1  | ½  | ½  | 1  | ½  | ½  | 1   | ½   | ½  | 1  |
| 3       | Teimour Radjabov (AZE)    | 7.5 / 14  | 52    | 3        | 0  | ½  | ½  | 1  |    |    | 1  | 0  | ½  | 0  | ½  | ½  | ½   | ½   | ½  | 1  |
| 4       | Hikaru Nakamura (EUA)     | 7.5 / 14  | 50.25 | 4        | ½  | ½  | ½  | 0  | 1  | 0  |    |    | 1  | 0  | 1  | ½  | 1   | ½   | ½  | ½  |
| 5       | Fabiano Caruana (EUA)     | 6.5 / 14  | 46.5  | 3        | ½  | ½  | 0  | ½  | 0  | ½  | 1  | 0  |    |    | 0  | 1  | ½   | 0   | ½  | ½  |
| 6       | Alireza Firouzja (FRA)    | 6 / 14    | 39.5  | 2        | 0  | 0  | ½  | ½  | ½  | ½  | ½  | 0  | 0  | 1  |    |    | ½   | ½   | 1  | ½  |
| 7       | Jan-Krzysztof Duda (POL)  | 5.5 / 14  | 38.5  | 1        | ½  | 0  | ½  | 0  | ½  | ½  | ½  | 0  | 1  | ½  | ½  | ½  |     |     | ½  | 0  |
| 8       | Richárd Rapport(HUN)      | 5.5 / 14  | 37.75 | 1        | 0  | ½  | 0  | ½  | 0  | ½  | ½  | ½  | ½  | ½  | ½  | 0  | 1   | ½   |    |    |

Nota: Os números na tabela cruzada em um fundo branco indicam o resultado enfrentando o respectivo oponente com as peças brancas (peças pretas se em um fundo preto).

### Resultados por rodada
Em abril de 2022, a FIDE anunciou o emparelhamento da competição. O primeiro jogador nomeado joga com as peças brancas. 1–0 indica uma vitória das brancas, 0–1 indica uma vitória das pretas e ½–½ indica um empate. Os números entre parênteses mostram as pontuações dos jogadores antes da rodada. Desempates, se necessários, serão disputados em 5 de julho.
| 1.ª rodada – 17 de junho de 2022 | 1.ª rodada – 17 de junho de 2022 | 1.ª rodada – 17 de junho de 2022 |
| -------------------------------- | -------------------------------- | -------------------------------- |
| Jan-Krzysztof Duda (0)           | Richárd Rapport (0)              | ½–½                              |
| Ding Liren (0)                   | Ian Nepomniachtchi (0)           | 0–1                              |
| Fabiano Caruana (0)              | Hikaru Nakamura (0)              | 1–0                              |
| Teimour Radjabov (0)             | Alireza Firouzja (0)             | ½–½                              |
| 2.ª rodada – 18 de junho de 2022 |                                  |                                  |
| Richárd Rapport (½)              | Alireza Firouzja (½)             | ½–½                              |
| Hikaru Nakamura (0)              | Teimour Radjabov (½)             | 1–0                              |
| Ian Nepomniachtchi (1)           | Fabiano Caruana (1)              | ½–½                              |
| Jan-Krzysztof Duda (½)           | Ding Liren (0)                   | ½–½                              |
| 3.ª rodada – 19 de junho de 2022 |                                  |                                  |
| Ding Liren (½)                   | Richárd Rapport (1)              | ½–½                              |
| Fabiano Caruana (1½)             | Jan-Krzysztof Duda (1)           | ½–½                              |
| Teimour Radjabov (½)             | Ian Nepomniachtchi (1½)          | ½–½                              |
| Alireza Firouzja (1)             | Hikaru Nakamura (1)              | ½–½                              |
| 4.ª rodada – 21 de junho de 2022 |                                  |                                  |
| Richárd Rapport (1½)             | Hikaru Nakamura (1½)             | ½–½                              |
| Ian Nepomniachtchi (2)           | Alireza Firouzja (1½)            | 1–0                              |
| Jan-Krzysztof Duda (1½)          | Teimour Radjabov (1)             | ½–½                              |
| Ding Liren (1)                   | Fabiano Caruana (2)              | ½–½                              |
| 5.ª rodada – 22 de junho de 2022 |                                  |                                  |
| Fabiano Caruana (2½)             | Richárd Rapport (2)              | ½–½                              |
| Teimour Radjabov (1½)            | Ding Liren (1½)                  | ½–½                              |
| Alireza Firouzja (1½)            | Jan-Krzysztof Duda (2)           | ½–½                              |
| Hikaru Nakamura (2)              | Ian Nepomniachtchi (3)           | ½–½                              |
| 6.ª rodada – 23 de junho de 2022 |                                  |                                  |
| Teimour Radjabov (2)             | Richárd Rapport (2½)             | ½–½                              |
| Alireza Firouzja (2)             | Fabiano Caruana (3)              | 0–1                              |
| Hikaru Nakamura (2½)             | Ding Liren (2)                   | ½–½                              |
| Ian Nepomniachtchi (3½)          | Jan-Krzysztof Duda (2½)          | 1–0                              |
| 7.ª rodada – 25 de junho de 2022 |                                  |                                  |
| Richárd Rapport (3)              | Ian Nepomniachtchi (4½)          | 0–1                              |
| Jan-Krzysztof Duda (2½)          | Hikaru Nakamura (3)              | ½–½                              |
| Ding Liren (2½)                  | Alireza Firouzja (2)             | ½–½                              |
| Fabiano Caruana (4)              | Teimour Radjabov (2½)            | 1–0                              |

| 8.ª rodada – 26 de junho de 2022  | 8.ª rodada – 26 de junho de 2022 | 8.ª rodada – 26 de junho de 2022 |
| --------------------------------- | -------------------------------- | -------------------------------- |
| Richárd Rapport (3)               | Jan-Krzysztof Duda (3)           | 1–0                              |
| Ian Nepomniachtchi (5½)           | Ding Liren (3)                   | ½–½                              |
| Hikaru Nakamura (3½)              | Fabiano Caruana (5)              | 1–0                              |
| Alireza Firouzja (2½)             | Teimour Radjabov (2½)            | ½–½                              |
| 9.ª rodada – 27 de junho de 2022  |                                  |                                  |
| Alireza Firouzja (3)              | Richárd Rapport (4)              | 1–0                              |
| Teimour Radjabov (3)              | Hikaru Nakamura (4½)             | 1–0                              |
| Fabiano Caruana (5)               | Ian Nepomniachtchi (6)           | ½–½                              |
| Ding Liren (3½)                   | Jan-Krzysztof Duda (3)           | 1–0                              |
| 10.ª rodada – 29 de junho de 2022 |                                  |                                  |
| Richárd Rapport (4)               | Ding Liren (4½)                  | 0–1                              |
| Jan-Krzysztof Duda (3)            | Fabiano Caruana (5½)             | 1–0                              |
| Ian Nepomniachtchi (6½)           | Teimour Radjabov (4)             | ½–½                              |
| Hikaru Nakamura (4½)              | Alireza Firouzja (4)             | 1–0                              |
| 11.ª rodada – 30 de junho de 2022 |                                  |                                  |
| Hikaru Nakamura (5½)              | Richárd Rapport (4)              | ½–½                              |
| Alireza Firouzja (4)              | Ian Nepomniachtchi (7)           | 0–1                              |
| Teimour Radjabov (4½)             | Jan-Krzysztof Duda (4)           | ½–½                              |
| Fabiano Caruana (5½)              | Ding Liren (5½)                  | 0–1                              |
| 12.ª rodada – 1 de julho de 2022  |                                  |                                  |
| Richárd Rapport (4½)              | Fabiano Caruana (5½)             | ½–½                              |
| Ding Liren (6½)                   | Teimour Radjabov (5)             | 0–1                              |
| Jan-Krzysztof Duda (4½)           | Alireza Firouzja (4)             | ½–½                              |
| Ian Nepomniachtchi (8)            | Hikaru Nakamura (6)              | ½–½                              |
| 13.ª rodada – 3 de julho de 2022  |                                  |                                  |
| Ian Nepomniachtchi (8½)           | Richárd Rapport (5)              | ½–½                              |
| Hikaru Nakamura (6½)              | Jan-Krzysztof Duda (5)           | 1–0                              |
| Alireza Firouzja (4½)             | Ding Liren (6½)                  | ½–½                              |
| Teimour Radjabov (6)              | Fabiano Caruana (6)              | ½–½                              |
| 14.ª rodada – 4 de julho de 2022  |                                  |                                  |
| Richárd Rapport (5½)              | Teimour Radjabov (6½)            | 0–1                              |
| Fabiano Caruana (6½)              | Alireza Firouzja (5)             | 0–1                              |
| Ding Liren (7)                    | Hikaru Nakamura (7½)             | 1–0                              |
| Jan-Krzysztof Duda (5)            | Ian Nepomniachtchi (9)           | ½–½                              |

### Pontos por rodada
Para cada jogador, a diferença entre vitórias e derrotas após cada rodada é mostrada. Os jogadores que possuíam a maior diferença em cada rodada são marcados com fundo verde. Os jogadores que não tinham mais chances de vencer o torneio, em cada rodada, são marcados com fundo vermelho claro, e os que também não podiam mais terminar na segunda posição são marcados com fundo vermelho escuro.
| Classificação | Jogador                   | Rodadas | Rodadas | Rodadas | Rodadas | Rodadas | Rodadas | Rodadas | Rodadas | Rodadas | Rodadas | Rodadas | Rodadas | Rodadas | Rodadas |
| Classificação | Jogador                   | 1       | 2       | 3       | 4       | 5       | 6       | 7       | 8       | 9       | 10      | 11      | 12      | 13      | 14      |
| ------------- | ------------------------- | ------- | ------- | ------- | ------- | ------- | ------- | ------- | ------- | ------- | ------- | ------- | ------- | ------- | ------- |
| 1             | Ian Nepomniachtchi (FIDE) | +1      | +1      | +1      | +2      | +2      | +3      | +4      | +4      | +4      | +4      | +5      | +5      | +5      | +5      |
| 2             | Ding Liren (CHN)          | –1      | –1      | –1      | –1      | –1      | –1      | –1      | –1      | =       | +1      | +2      | +1      | +1      | +2      |
| 3             | Teimour Radjabov (AZE)    | =       | –1      | –1      | –1      | –1      | –1      | –2      | –2      | –1      | –1      | –1      | =       | =       | +1      |
| 4             | Hikaru Nakamura (USA)     | –1      | =       | =       | =       | =       | =       | =       | +1      | =       | +1      | +1      | +1      | +2      | +1      |
| 5             | Fabiano Caruana (USA)     | +1      | +1      | +1      | +1      | +1      | +2      | +3      | +2      | +2      | +1      | =       | =       | =       | -1      |
| 6             | Alireza Firouzja (FRA)    | =       | =       | =       | –1      | –1      | –2      | –2      | –2      | –1      | –2      | –3      | –3      | –3      | –2      |
| 8             | Jan-Krzysztof Duda (POL)  | =       | =       | =       | =       | =       | –1      | –1      | –2      | –3      | –2      | –2      | –2      | –3      | –3      |
| 7             | Richárd Rapport (HUN)     | =       | =       | =       | =       | =       | =       | –1      | =       | –1      | –2      | –2      | –2      | –2      | –3      |